# Udo Degener
Udo Degener (* 23. November 1959 in Nordhausen) ist ein deutscher Lyriker und Verfasser von Literatur und Aufgaben im Schach. Er ist Großmeister für Schachkomposition.

## Schachkomposition
Seine ersten Schachkompositionen veröffentlichte Degener ab 1977 in der Zeitschrift Schach und in der Chemnitzer regionalen Tageszeitung Freie Presse. Ende 2011 hatte er 900 veröffentlichte Aufgaben komponiert. 530 davon wurden ausgezeichnet, über 190 Aufgaben erhielten einen Preis. Mit dem FIDE-Album 1998–2000 erfüllte Degener die Norm für den Großmeister-Titel für Schachkomposition, der ihm im September 2005 verliehen wurde.
Degener betreut seit 1994 die Albrecht-Sammlung. Diese Datenbank ist benannt nach Hermann Albrecht, der sie 1933 angelegt hatte, und enthält über 156.000 orthodoxe Zweizüger. Seit 1991 redigiert Udo Degener eine Schachspalte in der Rätsel-Zeitschrift Troll und seit Anfang 2000 als Nachfolger von Manfred Zucker die Rubrik Probleme und Studien der Zeitschrift Schach. Im März 2015 übergab er diese Rubrik an Franz Pachl.
|   | a | b | c | d | e | f | g | h |   |
| 8 |   |   |   |   |   |   |   |   | 8 |
| 7 |   |   |   |   |   |   |   |   | 7 |
| 6 |   |   |   |   |   |   |   |   | 6 |
| 5 |   |   |   |   |   |   |   |   | 5 |
| 4 |   |   |   |   |   |   |   |   | 4 |
| 3 |   |   |   |   |   |   |   |   | 3 |
| 2 |   |   |   |   |   |   |   |   | 2 |
| 1 |   |   |   |   |   |   |   |   | 1 |
|   | a | b | c | d | e | f | g | h |   |

Lösung:

1. Td5! mit der stillen Drohung 2. Tb5!!, wonach gegen 3. Te3+ Kxd4 4. Td3+ Lxd3 matt nichts mehr zu machen ist. 2. Tc5? scheitert hingegen am Schlag des Turmes nach 3. Te3+ Kxd4 4. Td3+ Kxc5!
Paraden:

1. … Sb6 (oder Sc7) 2. Lc5+ Sxd5 3. Td4+ Ke3 4. Tg4+ Kf3 5. Le4+ Lxe4 matt
1. … e6 2. Te2+ exf5 3. Le3+ Ke4 4. Lg5+ Kf3 5. Td3+ Lxd3 matt
Die Aufgabe demonstriert Batteriewechsel.

## Privat
Degener studierte von 1983 bis 1988 in Leipzig Kulturwissenschaft. Im Jahr 2007 hat er einen kleinen Verlag gegründet, der vor allem schachkompositorische und lyrische Werke publiziert. Er wohnt in Potsdam.

## Werke

### Lyrik
- Poesiealbum 244, Berlin 1988
- Schattenplätze der Erinnerung, Edition Schwarzdruck, Berlin 2008, ISBN 978-3-935194-25-9
- high-Kuh, Gedichtbox, ZAKK, Düsseldorf, Mai 2009

### Lyrik in Zeitschriften und Anthologien (Auswahl)
- in: Neue Lyrik - Neue Namen. Berlin 1986
- in: WortBILD - Visuelle Poesie in der DDR. Halle 1990
- in: neue deutsche literatur. Nr. 4, 2003
- in: Signum. Nr. 2, 2003 / Nr. 2, 2005
- in: Lesezeit 3. Schulbuch, Linz 2007
- in: Poesiealbum neu. Heft 2/2009, Leipzig
- in: Jahrbuch der Lyrik. Deutsche Verlags-Anstalt, München 2011

### Schachkomposition
- Hermann Albrecht – 117 Zweizüger, Potsdam 2007, ISBN 978-3-940531-00-1
- Das Buch Le Grand, Potsdam 2007, ISBN 978-3-940531-01-8
- In 80 Problemen um die Welt, Potsdam 2007, ISBN 978-3-940531-02-5
- 50 Jahre Dombrovskis-Thema, Potsdam 2007, ISBN 978-3-940531-03-2
- Promadas 1928-1930, Potsdam 2008, ISBN 978-3-940531-04-9
- Die Urdrucke der Schlesischen Tageszeitung 1934-1944, Potsdam 2008, ISBN 978-3-940531-06-3
- Von Ajec bis Zappas, Problemschach-ABC der Zweizügerthemen, Potsdam 2009, ISBN 978-3-940531-07-0
- Matt – 900 Schachaufgaben, Potsdam 2011, ISBN 978-3-940531-59-9